# 朝鲜 (画报)
《朝鲜》是位于朝鲜民主主义人民共和国平壤直辖市的朝鲜画报社出版的官方画报集。
该画报为月刊，每月初出版。该画报还有中文版（《朝鲜》）、俄文版（《КОРЕЯ》）、法文版（《CORÉE》）、英文版（《KOREA》）。该画报各语言版的内容刊登在朝鲜民主主义人民共和国对外宣传网站“我的国家”上。